# Carlo Ponte
Carlo Ponte (Genova, 3 maggio 1890 – Genova, 28 febbraio 1960) è stato un lottatore italiano.

## Biografia
Nato nel 1890 a Genova, gareggiava nella lotta greco-romana, nella classe di peso dei pesi gallo (58 kg).
A 34 anni partecipò ai Giochi olimpici di Parigi 1924, nella lotta greco-romana, pesi gallo, perdendo sia il 1º sia il 2º turno, rispettivamente contro il norvegese Ragnvald Olsen e il cecoslovacco Jan Bozděch, terminando 17º totale.
Nel 1925 vinse la medaglia di bronzo nei 58 kg agli Europei di Milano, arrivando dietro all'ungherese Armand Magyar e all'altro italiano Giovanni Gozzi.
Muore a Genova nel febbraio del 1960.

## Palmarès

### Europei
- 1 medaglia:
  - 1 bronzo (Lotta greco-romana 58 kg a Milano 1925)